# Cricetulus barabensis griseus
Cricetulus griseus – podgatunek chomiczaka pręgowanego, ssaka z podrodziny chomików (Cricetinae) w obrębie rodziny chomikowatych (Cricetidae). Zamieszkuje Azję. Gatunek hodowlany.

## Systematyka
Status taksonomiczny tego gatunku nie jest pewny. Został on opisany przez A. Milne-Edwardsa w 1867 roku jako gatunek, lecz później uznano go za podgatunek chomiczaka pręgowanego (Cricetulus barabensis), a następnie ponownie za odrębny gatunek. Współcześnie C. griseus jest najczęściej uznawany za synonim lub podgatunek C. barabensis.

## Występowanie
C. b. griseus zamieszkuje Mongolię i północne Chiny; środowisko życia stanowią skaliste równiny i stepy.

## Wygląd
C. b. griseus ma wiele cech wspólnych z chomiczkiem syryjskim. Cała sylwetka oraz sposób poruszania się są u obu gatunków bardzo podobne. C. b. griseus mierzy 8–12 cm (dla porównania u chomiczka syryjskiego jest to 15–18 cm), w tym na ogon przypadają 2–3 cm. Masa ciała wynosi 30-35 gramów. Samce są większe od samic. Posiada długą czarną pręgę, biegnącą wzdłuż grzbietu. Ciało C. b. griseus, w przeciwieństwie do innych chomików karłowatych, jest walcowate. Ma krótkie, silne i przystosowane do długich biegów łapy. Przednie mają 4 wykształcone palce i zredukowany kciuk, tylne mają 5 palców. Łapy są nieowłosione. Ssak ten ma najdłuższy ogon ze wszystkich chomików, który pomaga zwierzęciu we wspinaniu się. Ogon jest również nieowłosiony. U chomików karłowatych gruczoł zapachowy położony jest pośrodku brzucha. C. b. griseus mają duże wypukłe oczy, charakterystyczne dla zwierząt aktywnych nocą, choć chomik chiński bywa aktywny także w godzinach dziennych.

## Rozród
Przeciętna wielkość miotu wynosi 4 młode. Uzyskują dojrzałość płciową po 90 dniach i rozmnażają się do ukończenia 12-15 miesięcy.
Długość ciąży wynosi 18–21 dni. Przez kilka dni przed urodzeniem samica będzie przepędzać samca z gniazda. Młode przestają pić mleko matki w wieku około 21 dni.
Osobniki młode zaczynają pokrywać się sierścią po 5 dniach od urodzenia. Po 14 dniach są już w pełni owłosione; wtedy też są w stanie pożywiać się i pić samodzielnie. W wieku 8 tygodni można już pewnie odróżnić samca od samicy.
C. griseus osiąga wiek 2,5–3 lat.

## Ekologia
Chomiczak ten jest jedynym znanym żywicielem Demodex sinocricetuli z rodziny nużeńcowatych.